# Janež Skok
Janež Skok (Liubliana, 18 de junio de 1963) es un deportista yugoslavo que compitió en piragüismo en la modalidad de eslalon. Ganó dos medallas en el Campeonato Mundial de Piragüismo en Eslalon, plata en 1987 y bronce en 1985.

## Palmarés internacional
| Campeonato Mundial | Campeonato Mundial            | Campeonato Mundial | Campeonato Mundial |
| Año                | Lugar                         | Medalla            | Competición        |
| ------------------ | ----------------------------- | ------------------ | ------------------ |
| 1985               | Augsburgo (RFA)               | Medalla de bronce  | K1 por equipos     |
| 1987               | Bourg-Saint-Maurice (Francia) | Medalla de plata   | K1 por equipos     |